# 鄒騏
鄒騏（1440年—？），字良甫，湖廣黃州府麻城縣人，軍籍。明朝政治人物。進士出身。

## 生平
湖廣鄉試第八十五名。成化五年（1469年）乙丑科會試第二百四十六名，殿試登進士第三甲第九十五名。

## 家族
曾祖鄒希魯，贈左副都御史。祖父鄒來學，曾任左副都御史。父亲鄒瀚。